# 特韋尼角
特韋尼角（英語：Tweeny Point），是南極洲的海岬，位於南喬治亞群島，處於道特弗爾角西南面1.9公里的昆伯蘭西灣，在1929年由英國海軍繪入地圖和命名，由英國海外領土管轄。